# 結婚できない!!
『結婚できない!!』（けっこんできない）は、1999年12月26日の21時00分 - 22時54分に、日本テレビ系列で放送された、オムニバス形式のテレビドラマ。正式タイトルは『非結婚時代の情報ドラマ 結婚できない!!』である。

## タイトル
- 第1回「病気が治ると結婚できない!!」
- 第2回「母親が心配で結婚できない!!」
- 第3回「上司がストーカーで結婚できない!!」

## キャスト
第1回
- 洋子：梅宮アンナ
- 伸二：野村宏伸
- 利重剛
- 岸田今日子
- 梅宮辰夫
- 相島一之
- 田代恭子

第2回
- 美奈：稲森いずみ
- 加奈：多岐川裕美
- 阿部寛
- 井上順
- 石井愃一
- 大林丈史
- 須永慶
- 村杉蝉之介

第3回
- 千秋：室井滋
- 柳沢慎吾
- きたろう
- 銀粉蝶
- 丸久美子
- アンラッキー後藤

## スタッフ
- 脚本：水橋文美江（1）、成田はじめ（2）、高橋留美（3）
- 演出：李闘士男（1）、土方政人（2）、神谷佳成（3）
- プロデューサー：河野英裕、小泉守
- 制作協力：イースト
- 製作著作：日本テレビ